# 센타우루스자리 오메가
센타우루스자리 오메가(영어: Omega Centauri, ω Cen), NGC 5139는 센타우루스자리 방향에 있는 구상 성단이다. 1677년 영국의 천문학자 에드먼드 핼리가 발견했다. 지구에서 약 15,800 광년(4,859 파섹) 떨어진 곳에 위치한 오메가는 우리 은하의 구상 성단들 중 가장 거대한 것으로서 직경이 약 150 광년에 달한다. 약 1천만 개의 별들이 성단 속에 포함되어 있을 것으로 추산되며, 총 질량은 태양의 400만 배에 상당한다.
센타우루스자리 오메가는 다른 구상 성단들과 구분되는 특징들이 너무 많기 때문에, 사실 우리 은하에게 잡아먹힌 왜소 은하의 중심핵이 아닌가 생각되고 있다.

## 관측 역사
기원 후 150년 그리스-로마 시대의 천문학자 프톨레미가 《알마게스트》에서 이 천체를 말(센타우루스)의 견갑골에 해당한다고 썼다. 독일의 법률가이자 지도제작자인 요한 바이어는 1603년 《우라노메트리아》에서 프톨레미의 자료에 따라 이 천체를 "센타우루스자리 오메가"라고 명명했다. 1677년, 영국의 천문학자 에드먼드 핼리가 남대서양 세인트헬레나에서 망원경을 이용해 센타우루스자리 오메가를 관측하고, 이것이 별이 아니라는 것을 밝혀냈다. 1715년 핼리는 오메가를 비롯한 천체 여섯 개의 발견을 왕립학회에 발표했다.
1746년 스위스의 천문학자 장필립 드 셰조는 21개 성운목록에 센타우루스자리 오메가를 포함시켰고, 1755년에는 프랑스의 니콜라 루이 드 라카유도 마찬가지로 성운으로 분류, L I.5 라는 번호를 부여했다. 이것이 구상성단임이 밝혀진 것은 1826년 스코틀랜드의 천문학자 제임스 던롭에 의해서였다.

## 물리적 성질
센타우루스자리 오메가는 지구에서 약 15,800 광년(4,850 파섹) 떨어져 있으며, 육안으로 볼 수 있는 몇 안 되는 구상성단 중 하나이다. 어두컴컴한 시골에서는 거의 보름달만큼 크게 보인다. 질량은 4백만 태양질량으로, 우리 은하의 구상성단 중 가장 크고 가장 밝고 가장 무겁다. 국부 은하군을 통틀어 보아도 오메가보다 크고 밝은 성단은 안드로메다 은하에 딸린 메이올 II 하나 뿐이다. 오메가는 수 백만 개의 항성종족 2형 별들을 품고 있으며, 나이는 약 1백 2십억 년이다.
오메가의 중심 부근은 별의 개수 밀도가 워낙 높아서 별들과 별들 사이 거리가 겨우 0.1 광년 밖에 되지 않을 것으로 생각된다. 성단의 내부 동역학은 469개 별들의 시선속도를 측정하여 분석된 바 있다. 성단을 이루고 있는 별들은 질량 중심을 최대 속도 분산 초속 7.9 킬로미터로 돌고 있다.

## 중심 블랙홀
|  |

2008년 허블 우주 망원경과 제미니 천문대의 관측 결과를 바탕으로 한 연구 결과 센타우루스자리 오메가의 중심에 중간질량 블랙홀이 존재한다는 증거가 포착되었다. 허블의 첨단 관측 카메라는 오메가의 중심 근처의 별들이 무리를 짓는 것을 포착하고, 이것은 별빛이 중심 근처에서 서서히 증가한다는 것으로 뒷 받침되었다. 제미니 천문대의 기기를 이용해 성단 중심을 공전하는 별들의 속도를 측정한 결과, E. Noyola와 연구진은 중심에 가까운 별들이 중심에서 먼 별들보다 더 빠르게 움직인다는 것을 알아냈다. 이것은 중심에 존재하는 보이지 않는 무언가가 주위의 별들과 중력적으로 상호 작용한다는 것으로 해석된다. 천문학자들은 가장 그럴듯한 이유는 매우 밀도가 높고 질량이 큰 천체, 예컨대 블랙홀 같은 것의 인력이라고 결론을 내렸다. 계산에 의하면 그 블랙홀의 질량은 4.0 x 104 태양질량 정도이다.
하지만 최근의 연구에서는 상기의 기존 결론에 대한 도전이 제기되고 있는데, 특히 성단 중심의 위치가 논쟁의 대상이 된다. 중심 위치를 수정한 계산 결과에서는, 별들의 운동 속도가 거리에 따라 그리 심하게 변하지 않는다. 또한 동일한 연구에서 별 빛이 중심으로 갈수록 증가하는 것이 아니라 상대적으로 일정한 값을 유지한다는 것이 밝혀졌다. 논문 저자들은 자신들의 연구 결과가 Noyola 연구진의 블랙홀 제안을 완전히 폐기하는 것은 아니지만, 그렇다고 해서 블랙홀의 존재를 확정하는 것도 아님을 강조했다. 그리고 만약 블랙홀이 있다 하더라도 그 최대 질량은 1.2 x 104 태양질량 정도일 것이라고 한다.

## 퇴락한 왜소은하
센타우루스자리 오메가는 우리은하에게 잡아먹힌 왜소은하의 중심핵이 남아서 생긴 것으로 추측된다. 실제로, 지구에서 불과 13광년 떨어져 있는 캅테인의 별은 원래 오메가에 속해 있던 별이었을 것으로 생각된다. 메이올 II와 마찬가지로 오메가는 금속성과 나이가 다양한 별들을 품고 있으며, 이것은 그 별들이 일반적인 구상성단에서 그렇듯 한꺼번에 동시에 만들어지지 않았음을 보여준다. 즉 이 성단은 사실 오래 전 우리은하에 잡아먹힌 작은 은하의 핵만 남아있는 것일 가능성이 매우 크다.

## 같이 보기
- 궁수자리 왜소타원은하
- 큰개자리 왜소은하
- 메이올 II
- 메시에 54